# Substitute (film)
Pour les articles homonymes, voir Substitute (homonymie).
Pour plus de détails, voir Fiche technique et Distribution.
Substitute est un  documentaire français de Vikash Dhorasoo et Fred Poulet, sorti le 14 février 2007. Il suit l'itinéraire du footballeur Vikash Dhorasoo avant et pendant la Coupe du monde de football de 2006, où il n'est sélectionné qu'en tant que remplaçant.

## Synopsis
Le 6 avril 2006, Fred Poulet propose à Vikash Dhorasoo de filmer son quotidien de remplaçant durant la Coupe du monde 2006. Le footballeur accepte et reçoit deux caméras super 8, Fred Poulet le suit dans ses déplacements et ils écrivent le film au jour le jour, dans leurs chambres d'hôtel. Douzième homme, Vikash Dhorasoo ne joue finalement que seize minutes lors de cette coupe du monde historique pour la France, qui atteint la finale pour la deuxième fois depuis la création du championnat.

## Fiche technique
- Titre : Substitute
- Réalisation et scénario : Vikash Dhorasoo et Fred Poulet
- Production : Nicolas Brevière et  Pierre Walfisz
- Distribution : Ad Vitam.
- Photographie : Fred Poulet et Vikash Dhorasoo.
- Montage: Fred Poulet et Sophie Bolze.
- Son : Fred Poulet et Sophie Bolze
- Mixage et montage son : Dominique Dalmasso
- Production : Label Bleu - Local Films
- Pays :  France
- Durée : 70 minutes
- Date de sortie : France - 14 février 2007

## Distinctions
- Prix du film français au Festival du film de Belfort - Entrevues 2006
- Sélection officielle Forum - Berlinale 2007.